# توماس آلستروم
توماس آلستروم (سوئدی: Thomas Ahlström؛ زادهٔ ۱۷ ژوئیهٔ ۱۹۵۲) بازیکن فوتبال اهل سوئد بود.
از باشگاه‌هایی که در آن بازی کرده‌است می‌توان به باشگاه فوتبال المپیاکوس و باشگاه فوتبال الفسبورگ اشاره کرد.
وی همچنین در تیم ملی فوتبال سوئد بازی کرده‌است.